# Herenni Capitó
Herenni Capitó (llatí: Herennius Capito) va ser un governador romà del segle i.
Era procurador de Iamnia a la costa de Palestina. Va gosar arrestar a Herodes Agripa I per un deute al tresor imperial, i va informar del seu desfalc i de la subsegüent fugida buscant refugi, a l'emperador Tiberi sobre l'any 35 o 36.